# Inkei
Inkei est un artiste sculpteur japonais du XIIe siècle, mort en 1179. Sa date de naissance ainsi que ses origines ne sont pas connues. Sa période d'activité se situe dans la seconde moitié du XIIe siècle.

## Biographie
Fils probable d'Inkaku (XIe – XIIe siècles), Inkei vit à Nishikikōji'miya, à Kyoto. Il est considéré comme maître sculpteur (dai busshi) et travaille, comme son père, dans le style de Jōchō (mort en 1057): c'est donc un des représentants de l'un des deux grands courants de la sculpture bouddhique du début de la période Heian. Plusieurs de ses œuvres sont identifiées, notamment les deux statues du Bouddha Amida (sanscrit: Amitābha) du Shin Midō au temple Sairin-ji de Kyoto, l'une de taille humaine, l'autre de taille jōroku, c'est-à-dire de seize pieds de haut, soit la taille canonique du Bouddha Sakyamuni; ces deux œuvres, datées 1167, lui valent le titre honorifique de Hokkyō (pont de la loi, titre ecclésiastique conféré à des sculpteurs bouddhiques).
Le onzième mois de 1170, il exécute une statue du Bouddha pour la femme de l'empereur; en 1176, il restaure une statue du Nyoin Midō du temple Sairin-ji. Il reçoit alors le titre honorifique de Hōgen (œil de la loi, titre ecclésiastique). En 1177, il fait une triade de Sakyamuni en bois de santal blanc (byakudan), et le dixième mois de 1178 une série de Go Dai Son (sanscrit: les Cinq Rajas) pour l'heureux enfantement de l'épouse impériale.